# Hemsleya macrosperma
Hemsleya macrosperma är en gurkväxtart som beskrevs av Cheng Yih Wu. Hemsleya macrosperma ingår i släktet Hemsleya och familjen gurkväxter. Utöver nominatformen finns också underarten H. m. oblongicarpa.